# 100 величайших гитаристов всех времён по версии журнала Rolling Stone
100 величайших гитаристов всех времён — списки, опубликованные в 2003-м и 2011 году журналом Rolling Stone. В 2023 году журнал опубликовал новый список, уже из 250 величайших гитаристов всех времён, первое место в котором, так же как и в первых двух списках, занял Джими Хендрикс.

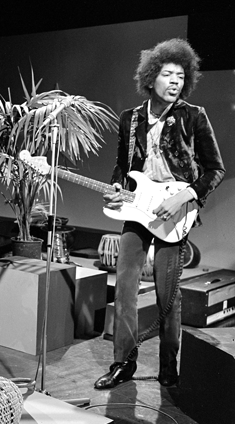
Джими Хендрикс

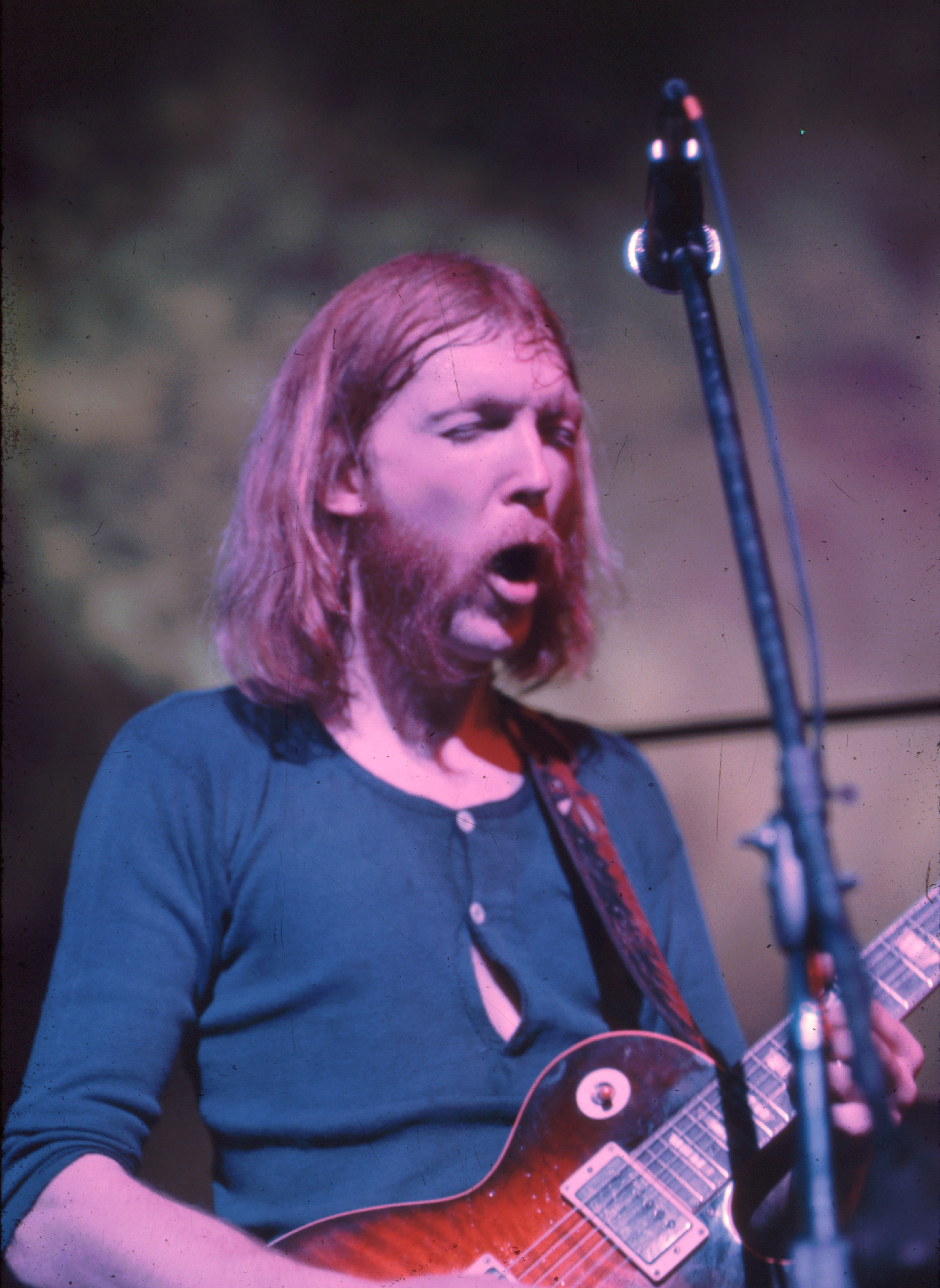
Дуэйн Олмэн

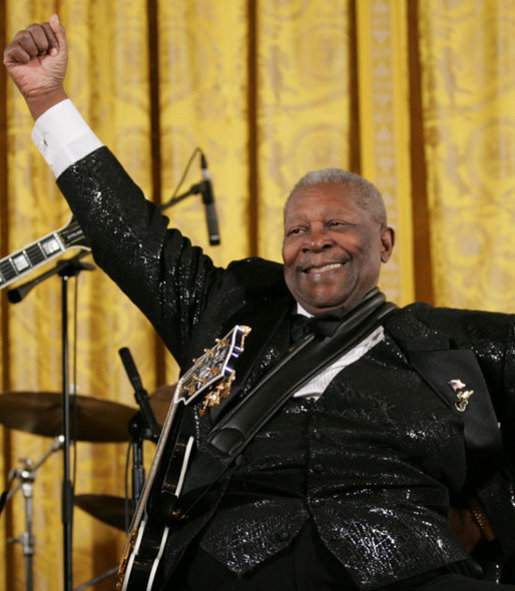
Би Би Кинг

## Списки

### Список 2003 года
1. Джими Хендрикс
2. Дуэйн Олмэн[4] из группы The Allman Brothers Band
3. Би Би Кинг
4. Эрик Клэптон
5. Роберт Джонсон
6. Чак Берри
7. Стиви Рэй Вон
8. Рай Кудер
9. Джимми Пейдж из группы Led Zeppelin
10. Кит Ричардс из группы The Rolling Stones
11. Кирк Хэммет из группы Metallica
12. Курт Кобейн из группы Nirvana
13. Джерри Гарсия из группы Grateful Dead
14. Джефф Бек
15. Карлос Сантана
16. Джонни Рамон из группы Ramones
17. Джек Уайт из групп The White Stripes, The Raconteurs, The Dead Weather
18. Джон Фрушанте из группы Red Hot Chili Peppers
19. Ричард Джон Томпсон
20. Джеймс Бёртон (англ. James Burton)
21. Джордж Харрисон (англ. George Harrison) из группы The Beatles
22. Майк Блумфилд (англ. Mike Bloomfield) из групп The Paul Butterfield Blues Band, Electric Flag
23. Уоррэн Хайнс (англ. Warren Haynes)
24. Эдж (англ. Edge) из группы U2
25. Фредди Кинг (англ. Freddie King)
26. Том Морелло (англ. Tom Morello) Rage Against the Machine, Audioslave, Street Sweeper Social Club
27. Марк Нопфлер (англ. Mark Knopfler) из группы Dire Straits
28. Стивен Стиллз
29. Рон Эштон (англ. Ron Asheton) из группы The Stooges
30. Бадди Гай (англ. Buddy Guy)
31. Дик Дэйл (англ. Dick Dale)
32. Джон Чиполлина из группы Quicksilver Messenger Service
33. Ли Ранальдо (англ. Lee Ranaldo) из группы Sonic Youth
34. Тёрстон Мур (англ. Thurston Moore) из группы Sonic Youth
35. Джон Фэи
36. Стив Кроппер
37. Бо Диддли (англ. Bo Diddley)
38. Питер Грин
39. Брайан Мэй (англ. Brian May) из группы Queen
40. Джон Фогерти (англ. John Fogerty) из группы Creedence Clearwater Revival
41. Кларенс Уайт
42. Роберт Фрипп из группы King Crimson
43. Эдди Хэйзел из группы Parliament-Funkadelic
44. Скотти Мур, гитарист Elvis Presley
45. Фрэнк Заппа
46. Лес Пол
47. Ти-Боун Уокер
48. Джо Пэрри из группы Aerosmith
49. Джон Маклафлин (англ. John McLaughlin)
50. Пит Таунсенд (англ. Pete Townshend) из группы The Who
51. Пол Коссофф из группы Free
52. Лу Рид (англ. Lou Reed) из группы Velvet Underground
53. Микки Бейкер
54. Йорма Кауконен (англ. Jorma Kaukonen) из группы Jefferson Airplane
55. Ричи Блэкмор, играл в Deep Purple, Rainbow, Blackmore's Night
56. Том Верлен (англ. Tom Verlaine) из группы Television
57. Бьюкэнэн, Рой
58. Дики Беттс из группы The Allman Brothers Band
59. Джонни Гринвуд из группы Radiohead
60. Эд О’Брайен из группы Radiohead
61. Айк Тёрнер
62. Зут Хорн Ролло
63. Дэнни Гэттон
64. Мик Ронсон
65. Хьюберт Самлин
66. Вернон Рид из группы Living Colour
67. Линк Рей
68. Джерри Миллер (англ. Jerry Miller)
69. Стив Хау (англ. Steve Howe)
70. Эдди Ван Хален
71. Лайтнин Хопкинс
72. Джони Митчел
73. Трэй Анастасио
74. Джонни Винтер
75. Адам Джонс из группы Tool
76. Али Ибрагим Туре
77. Генри Вестайн из группы Canned Heat
78. Робби Робертсон из группы The Band
79. Клифф Гэллап
80. Роберт Куайн (англ. Robert Quine)
81. Дерек Тракс
82. Дэвид Гилмор из группы Pink Floyd
83. Нил Янг
84. Эдди Кокран
85. Рэнди Роадс, гитарист Ozzy Osbourne
86. Тони Айомми из группы Black Sabbath
87. Джоан Джетт (англ. Joan Jett) из группы The Runaways
88. Дэйв Дэвис из группы The Kinks
89. Д. Бун (англ. D. Boon)
90. Глен Бакстон
91. Робби Кригер из группы The Doors
92. Фред Смит (англ. Fred "Sonic" Smith) из группы MC5
93. Уэйн Крэмер (англ. Wayne Kramer (guitarist)) из группы MC5
94. Берт Дженш из группы Pentangle
95. Кевин Шилдс из группы My Bloody Valentine
96. Ангус Янг из группы AC/DC
97. Роберт Рэндольф
98. Ли Стивенс (англ. Leigh Stephens) из группы Blue Cheer
99. Грэг Джинн (англ. Greg Ginn) из группы Black Flag
100. Ким Тайил из группы Soundgarden

### Список 2011 года
1. Джими Хендрикс
2. Эрик Клэптон[5]

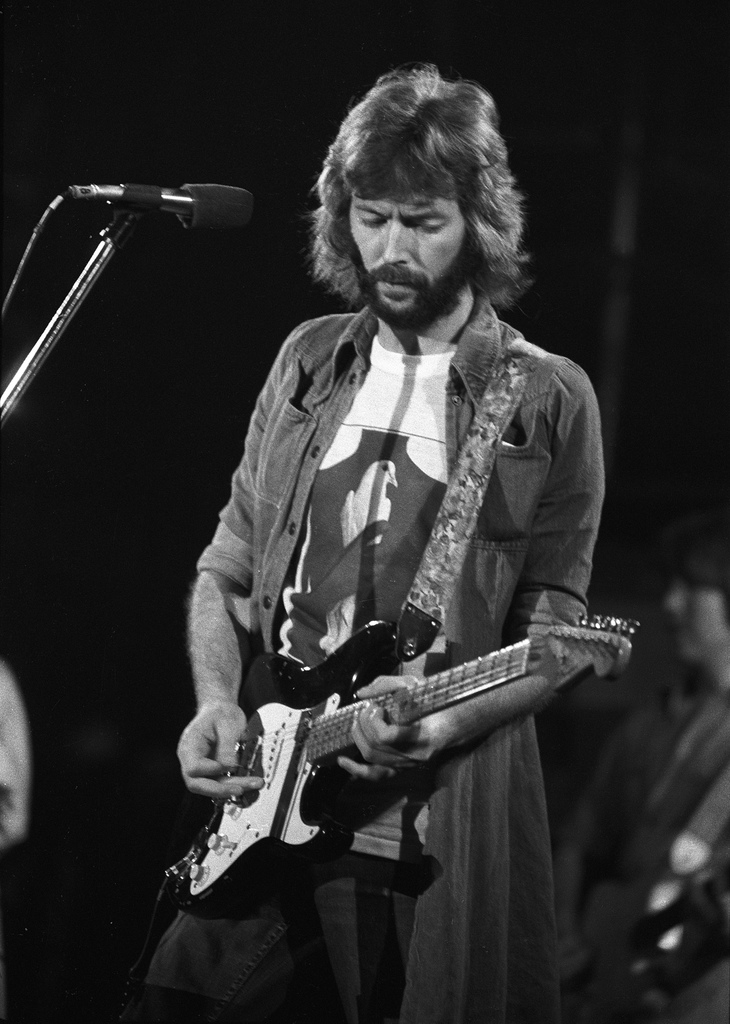
Эрик Клэптон

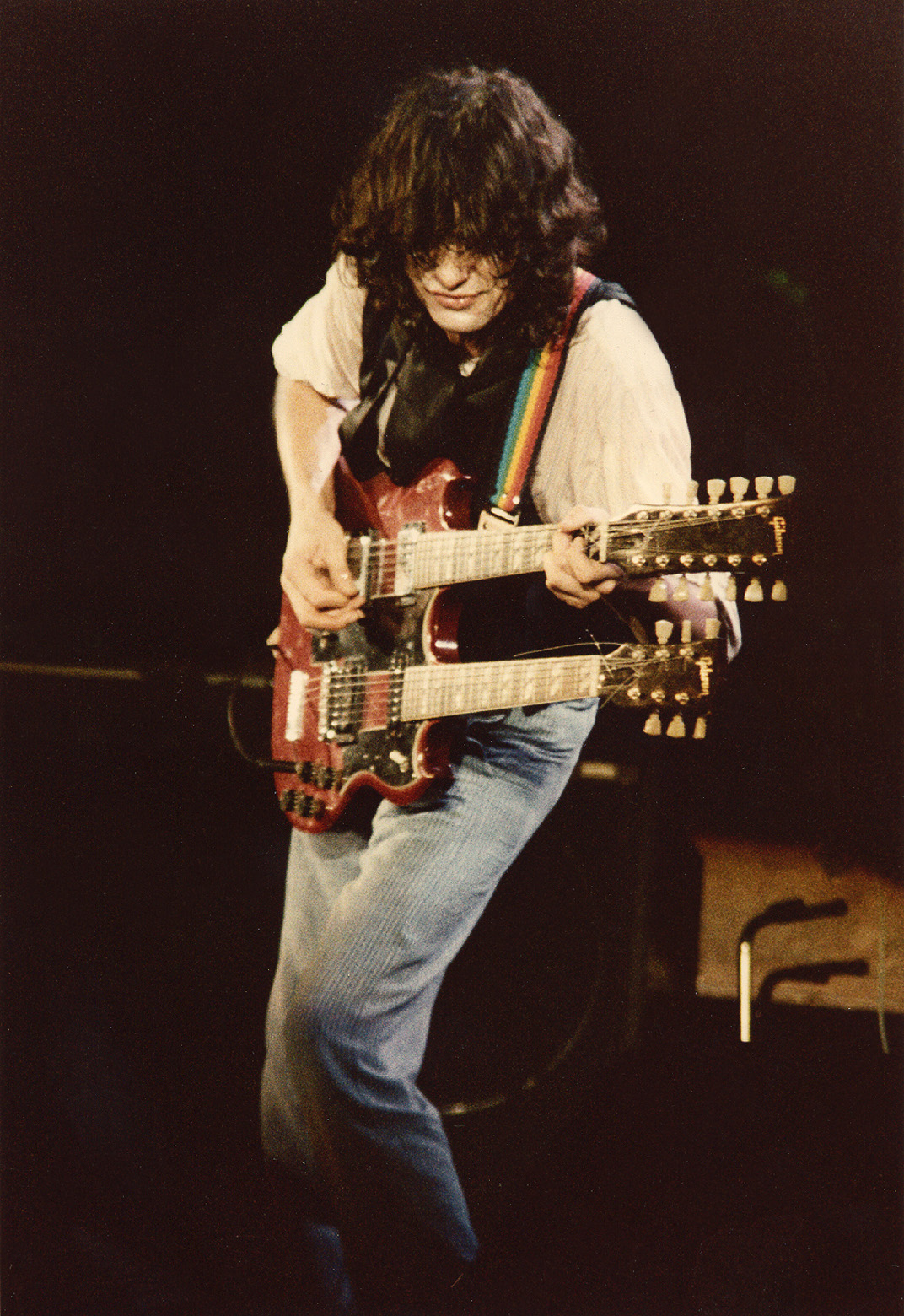
Джимми Пейдж

3. Джимми Пейдж из группы Led Zeppelin
4. Кит Ричардс из группы The Rolling Stones
5. Джефф Бек
6. Би Би Кинг
7. Чак Берри
8. Эдди Ван Хален
9. Дуэйн Олмэн из группы The Allman Brothers Band
10. Пит Таунсенд (англ. Pete Townshend) из группы The Who
11. Джордж Харрисон (англ. George Harrison) из группы The Beatles
12. Стиви Рэй Вон
13. Альберт Кинг
14. Дэвид Гилмор из группы Pink Floyd
15. Фредди Кинг (англ. Freddie King)
16. Дерек Тракс
17. Нил Янг
18. Лес Пол
19. Джеймс Бёртон
20. Карлос Сантана
21. Чет Аткинс
22. Фрэнк Заппа
23. Бадди Гай (англ. Buddy Guy)
24. Ангус Янг из группы AC/DC
25. Тони Айомми из группы Black Sabbath
26. Брайан Мэй (англ. Brian May) из группы Queen
27. Бо Диддли (англ. Bo Diddley)
28. Джонни Рамон из группы Ramones
29. Скотти Мур, гитарист Elvis Presley
30. Элмор Джеймс
31. Рай Кудер
32. Билли Гиббонс, гитарист ZZ Top
33. Принс
34. Кёртис Мэйфилд
35. Джон Ли Хукер
36. Рэнди Роадс, гитарист Ozzy Osbourne
37. Мик Тейлор
38. Эдж, гитарист U2
39. Стив Кроппер
40. Том Морелло (англ. Tom Morello) Rage Against the Machine,Audioslave,Street Sweeper Social Club
41. Мик Ронсон
42. Майк Блумфилд (англ. Mike Bloomfield) из групп The Paul Butterfield Blues Band, Electric Flag
43. Хуберт Сумлин (англ. Hubert Sumlin)
44. Марк Нопфлер (англ. Mark Knopfler) из группы Dire Straits
45. Линк Рей
46. Джерри Гарсия из группы Grateful Dead
47. Стивен Стиллс (англ. Stephen Stills)
48. Джонни Гринвуд из группы Radiohead
49. Мадди Уотерс
50. Ричи Блэкмор, играл в Deep Purple, Rainbow, Blackmore's Night
51. Джонни Марр из группы The Smiths
52. Кларенс Уайт
53. Отис Раш
54. Джо Уолш
55. Джон Леннон
56. Альберт Коллинз
57. Рори Галлахер
58. Питер Грин
59. Робби Робертсон из группы The Band
60. Рон Эштон (англ. Ron Asheton) из группы The Stooges
61. Дики Беттс из группы The Allman Brothers Band
62. Роберт Фрипп из группы King Crimson
63. Джонни Винтер
64. Дуэйн Эдди
65. Слэш из группы Guns N’ Roses
66. Лесли Уэст из группы Mountain
67. Ти-Боун Уокер
68. Джон Маклафлин (англ. John McLaughlin)
69. Ричард Джон Томпсон
70. Джек Уайт из групп The White Stripes, The Raconteurs, The Dead Weather
71. Роберт Джонсон
72. Джон Фрушанте из группы Red Hot Chili Peppers
73. Курт Кобейн из группы Nirvana
74. Дик Дэйл (англ. Dick Dale)
75. Джони Митчел
76. Робби Кригер из группы The Doors
77. Вилли Нельсон
78. Джон Фэи
79. Майк Кэмпбелл (англ. Mike Campbell)
80. Бадди Холли
81. Лу Рид (англ. Lou Reed) из группы Velvet Underground
82. Нельс Клайн
83. Эдди Хэйзел из группы Parliament-Funkadelic
84. Джо Пэрри из группы Aerosmith
85. Энди Саммерс участник групп The Police и The Animals
86. Джей Маскис
87. Джеймс Хэтфилд из группы Metallica
88. Карл Перкинс
89. Бонни Рэйтт
90. Том Верлен (англ. Tom Verlaine) из группы Television
91. Дэйв Дэвис из группы The Kinks
92. Даймбэг Даррелл
93. Пол Саймон
94. Питер Бак (англ. Peter Buck) из группы R.E.M.
95. Роджер Макгвин (англ. Roger McGuinn) из группы The Byrds
96. Брюс Спрингстин
97. Стив Джонс
98. Алекс Лайфсон
99. Тёрстон Мур
100. Линдси Бакингем